# Otto Hollstein
Karl Otto Hollstein (* 23. Januar 1876 in Dresden als Carl Otto Hollstein; † 20. Mai 1961 ebenda) war ein deutscher Musiker, Komponist, Lehrer, Musikschriftsteller und -kritiker.

## Leben und Wirken
Er kam als Sohn des Hoftheatermusikers Carl August Hollstein und dessen Ehefrau Louise Auguste Charlotte geborene Spielvogel in der sächsischen Residenzstadt Dresden zur Welt. Nach dem Schulbesuch schlug er eine Ausbildung zum Volksschullehrer ein. Er war im Schulbetrieb tätig und stieg bis zum Volksschuloberlehrer auf. Daneben betätigte er sich als Pianist, Komponist und Musikreferent. Seit dem 18. November 1910 war er auch als Musikschriftsteller tätig. Er wurde später ständiger Mitarbeiter der nationalsozialistischen Tageszeitung und gleichzeitigen amtlichen Zeitung der NSDAP im Gau Sachsen „Der Freiheitskampf“.

## Werke (Auswahl)
- zusammen mit Marie von Baer: Drei Lieder aus: Regentropfen und Sonnenstrahlen für eine Singstimme mit Pianofortebegleitung; op. 16. Partitur. Adelhorst, Dresden (um 1910).
- Mona-Lisa-Lieder op. 30. 5 Gesänge
- Konzerte, Klavier, Orchester, op. 36 (b-Moll)
- Zigeunermädchen-Lieder, 1934.